# Толтеки
Толтеките са индианска цивилизация в Централна Америка, принадлежаща към езиковата група Нахуатъл. Връзката между толтеките и маите е все още предмет на дебати. Има също така предположения, че те са част от финикийците, които са напуснали Стария континент.
През 8 век създават държава, която обхваща централно и северно Мексико. Просъществува до 12 век. Занимават се предимно със земеделие.
Толтеките са племе, което около 5 век вече владее Мексиканското плато. Те са изкусни строители. Тяхната столица Теотиуакан е разположена на 18 кв. км. площ и впечатлява със своите храмове и постройки, сред които се открояват Пирамидата на Слънцето и Пирамидата на Луната.
Съвременната наука знае твърде малко за толтеките. Известно е само, че през 10 век по време на управлението на владетеля Топилцин държавата им се разпада в резултат на избухнали епидемии и чужди нашествия. Толтеките се опитват да създадат нова дърважа с център град Тула, но и тя не просъществува дълго. Три века по-късно по тези места се заселват ацтеките, които идват от север.